# Ángel Albino Corzo
Ángel Albino Corzo é um município do estado de Chiapas, no México.